# Karel Koutský (fotograf)

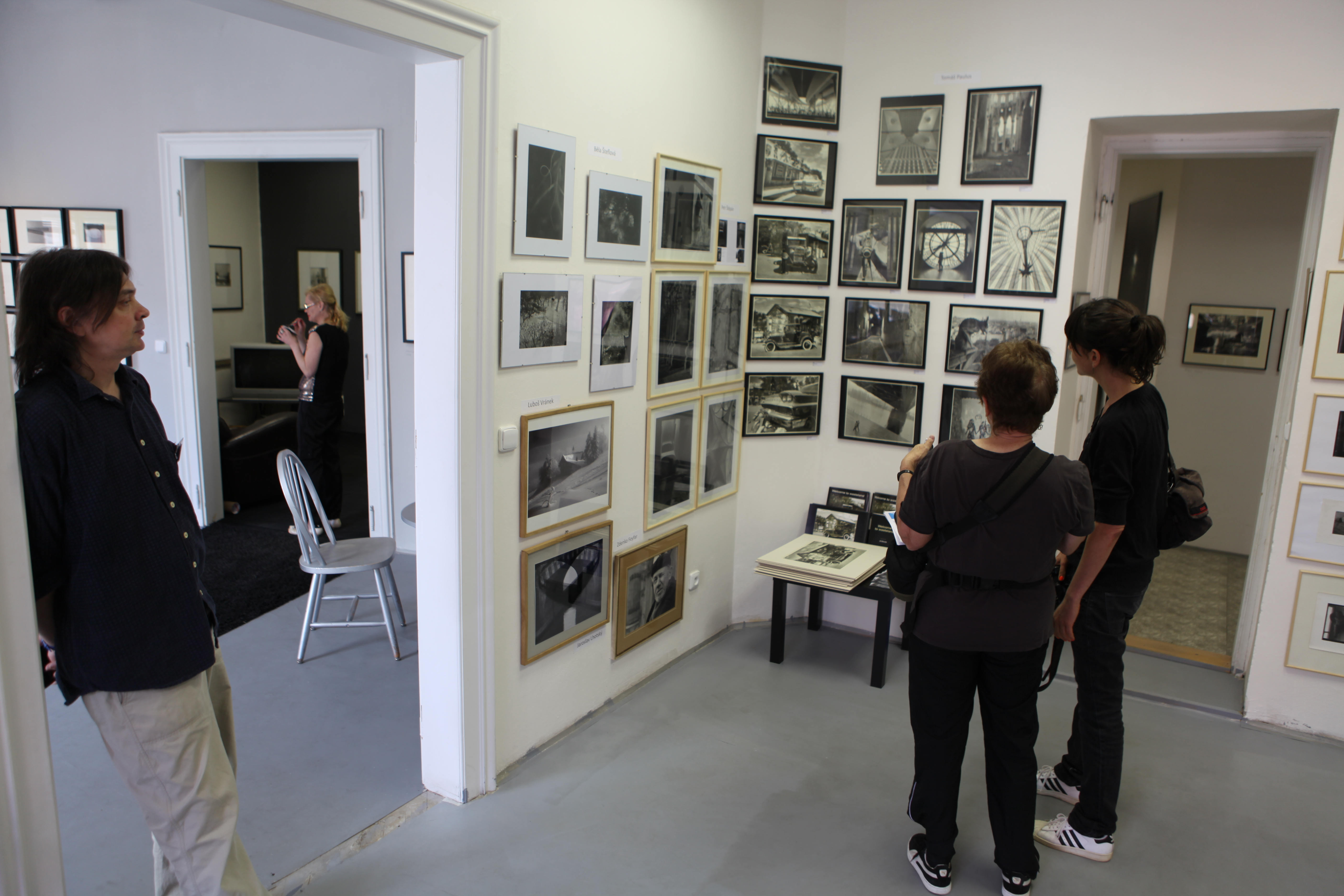
Karel Koutský, Prague Photo, 2013

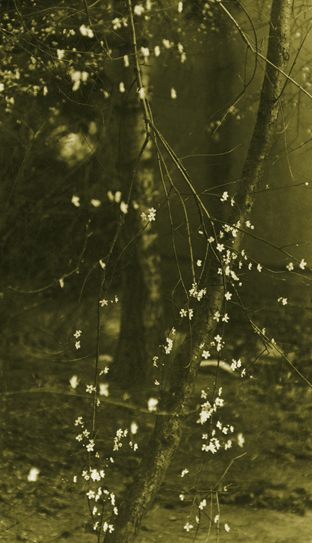
Z pražských dvorků, 2006

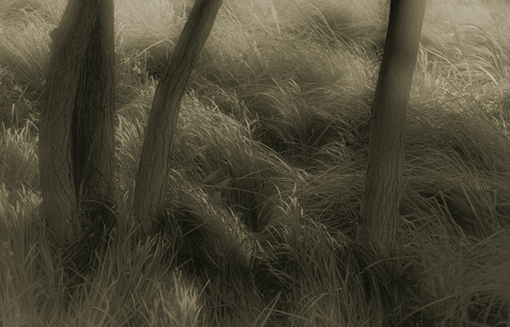
Krajiny – Plzeňsko, 2006

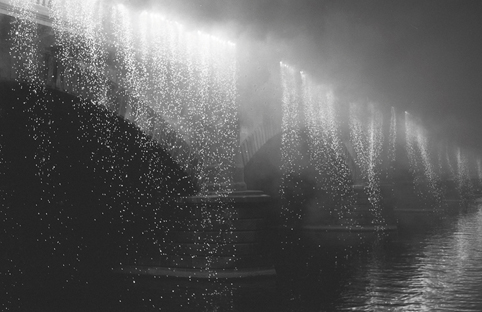
Palackého most, 2001

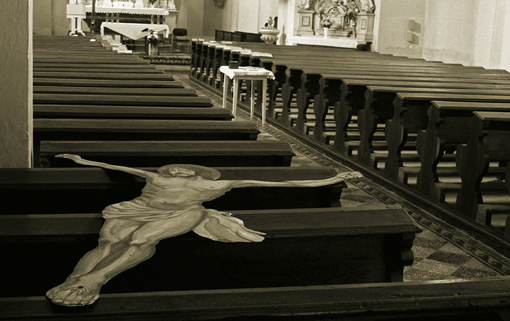
Z kostelů – Malá Morávka, 2012

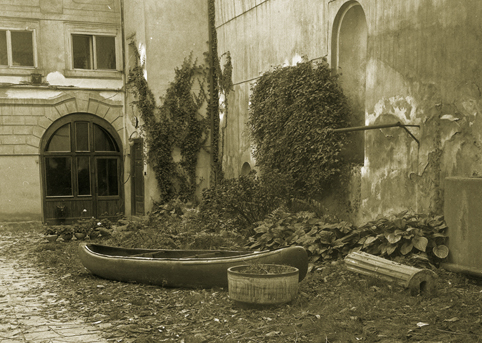
Z pražských dvorků, 1988

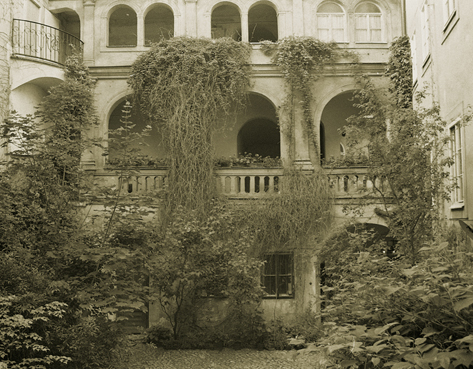
Z pražských dvorků, 2003

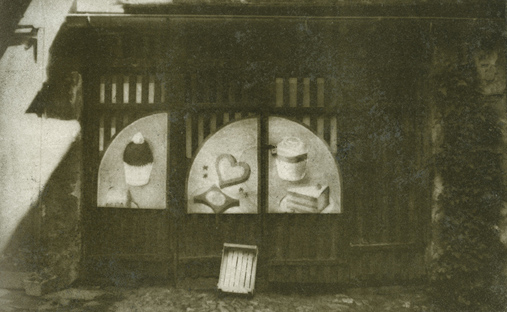
Karmelitská ulice, bromolejotisk, 1991

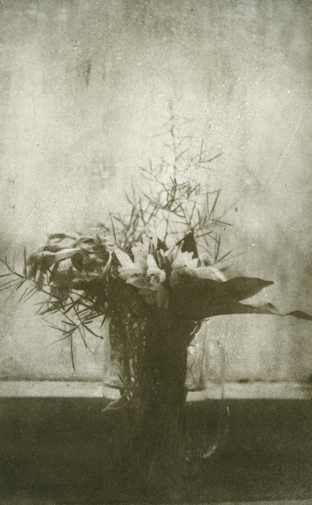
Bez názvu, bromolejotisk

Karel Koutský (* 31. března 1965 v Praze) je český fotograf, zakladatel Ateliéru Fotorenesance, nakladatel, galerista, zakladatel směru "Poetický surrealismus", signatář Charty 77 a protikomunistický disident. V roce 2022 obdržel od ministryně obrany Jany Černochové vyznamenání účastníka odboje a odporu proti komunismu.

## Život a dílo
Narodil se 31. března 1965 v Praze jako syn architekta Karla Koutského. V roce 1984 absolvoval střední polygrafickou školu. Maturoval také v oboru fotografie. Původně pracoval jako knihtiskař, posléze jako ofsetový tiskař, sítotiskař, knihař, fotolaborant. Fotografovat začal roku 1977 fotoaparátem Flexaret 6x6 a od roku 1980 kinofilmovou zrcadlovkou Praktica. Od začátku 80. let se převážně soustředil na tematiku periférií Prahy, posléze dvorků, dvorečků a zahrad Malé Strany, Hradčan a okolí.
Od osmdesátých let se seznamuje s tvorbou Josefa Sudka, Jana Svobody a Zdenko Feyfara, kteří na něj měli zásadní vliv. Jeho tvorba zahrnuje jak fotografie krajin, zátiší, interiérů tak i jiných žánrů. Používá techniku Pentax Pentax MZ-S, Flexaret 6x6, Moskva 6x9, skener Epson V750 PRO. Jeho fotografie jsou zastoupeny v soukromých sbírkách doma i v zahraničí a jsou použity na obálkách knih, časopisů a publikací.

## Ateliér Fotorenesance
V roce 2005 založil v Praze Ateliér Fotorenesance. Poskytuje služby v oblasti fotografie, předtiskové přípravy a tisku. Konkrétně se jedná o zvětšování klasických černobílých fotografií, vyvolávání filmů, fotografování v interiéru a exteriéru, vydávání fotografických portfolií, příprava dat k tisku, skenováním, dokončující zpracování (knihařské práce) a realizací tiskových zakázek.
Nakladatelství Fotorenesance započalo svoji činnost roku 2014 vydáním knihy Jaroslav Rössler – Avantgardní fotograf /společně s J.Mouchou/ ke stejnojmenné výstavě v Topičově saloně v Praze. Posléze v tomto nakladatelství vycházejí postupně – Petr Helbich, Josef Sudek, Jan Reich, Jaroslav Rössler, Jiří Bartoš, Stanislav Vávra, Petr Hojda, Petr Brukner, Pavel Kopp a další.
Ateliér Fotorenesance sdružuje výtvarníky různého zaměření, organizuje výstavní činnost a jejich propagaci.

## Galerie Fotorenesance
Galerie Fotorenesance započala svoji činnost v říjnu 2023 společnou výstavou Ateliéru Fotorenesance ve spolupráci s Clubem 3. břeh a Archivem M&B Chochola v Nitranské ulici č.13 na Vinohradech. 

## Výstavy

### Samostatné výstavy
- 1991 – Praha 1 – "Galerie RH Factory" v Celetné ulici
- 1991 – Praha 3 – „ Tam za tou zdí“ – Galerie, Žižkov
- 1992 – Praha 1 – "Petrské knihkupectví"
- 1992 – Mladá Boleslav – „Tam za tou zdí“– fotografie z léčebny Kosmonosy
- 1996 – Praha 5 – Fotogalerie – Smíchov, Praha 5
- 1998 – Praha 6 – čajovna Dejvice
- 2000 – Praha 5 – Fotogalerie – Smíchov, Praha 5
- 2005 – Praha – Galerie – Krásova 37, Richard Kliment, kurátor
- 2012 – Starý Plzenec – v rámci "Noc kostelů"
- 2012 – Kamenický Šenov – knihovna
- 2012 – Galerie "Viniční Altán"
- 2012 – Městský úřad Praha 5 – Galerie
- 2013 – Staroplzenecká galerie – Starý Plzenec
- 2013 – Galerie u Betlémské kaple – výstava spojená se křtem autorské monografie
- 2013 – Ars Pregensis – vzhledem k povodni nerealizováno
- 2015 – Kaple sv. Jana Křtilele v Holyni
- 2016 – Městský úřad Praha 5 – Galerie
- 2016 – Šťáhlavy – v rámci "Noc Kostelů"
- 2022 – Starý Plzenec – v rámci "Noc Kostelů"
- 2024 –  New York City – Rooftop – 454 Manhattan Avenue (between 119/120th Street)
- 2024 – Starý Plzenec – v rámci "Noc kostelů"
- 2024 – Číčov – v rámci "Noc kostelů"
- 2025 – Staroplzenecká galerie – Starý Plzenec

### Společné výstavy
- 1991 – Praha – Galerie Factory
- 2002 – Praha – Kostel Panny Marie Sněžné
- 2005 – Praha – Galerie Oliva
- 2005 – 2010 – Praha – společná výstava výtvarníků v Ateliéru Fotorenesance
- 2011 – Prague Photo – Mánes
- 2011 – Strahovský klášter – Stříbrná zastavení (zastoupení ČCF)
- 2011 – Santa Monica – Los Angeles, Kalifornie – veletrh fotografií (zastoupení ČCF)
- 2012 – Prague Photo – Galerie DOX – galerie současného moderního umění (zastoupení ČCF)
- 2012 – Strahovský klášter – Stříbrná zastavení (zastoupení ČCF)
- 2012 – Ateliér Fotorenesance
- 2013 – Santa Monica – Los Angeles, Kalifornie – veletrh fotografií (zastoupení ČCF)
- 2013 – Prague Photo – Kafkův dům
- 2013 – Galerie Jaquies
- 2013 – Strahovský klášter – výstava na počest Josefa Sudka (zastoupení ČCF)
- 2014 – Prague Photo
- 2015 – Ateliér Fotorenesance – Společná výstava výtvarníků
- 2016 – Ateliér Fotorenesance – Galerie 391 – Společná výstava výtvarníků
- 2018 – Topičův salon – 1 salon české fotografie – kurátor Tomáš Paulus
- 2020 – Fotorenesance u Topičů – výstava 24 výtvarníků, společně s kurátorem Richardem Klimentem
- 2023 – Společná výstava Ateliéru Fotorenesance /Galerie Fotorenesance, Club 3. břeh/

## Výstavy - Galerie Fotorenesance v prostorách Clubu 3.břeh
- říjen 2023, Společná výstava Ateliéru Fotorenesance
- listopad 2023, Mikuláš Petr – fotografie
- prosinec 2023, Petr Cetkovský – fotografie
- leden 2024, René Hrala – fotografie
- únor 2024, Richard Kliment – obrazy a fotografie
- březen 2024, Pavel Kopp – fotografie
- duben 2024, Petr Brukner – fotografie
- květen 2024,  Ferdinand Kotvald – obrazy
- červen 2024, Jaroslav Kafka – obrazy
- srpen 2024, Simona Jurášková – fotografie
- září 2024, Martina Šimková – fotografie
- říjen 2024, Štefan Filep – obrazy
- listopad 2024, Petr Helbich – fotografie
- prosinec 2024, Pavel Hartl – Perokresby + obrazy, Pavel Novák – "Český komiks"
- leden 2025, Aleš Tomek, Hynek Lachmann, Bořek Tuček – "Hvězdy v peří" – fotografie
- únor 2025, Petr Hecht a Petr Brukner – Fotografie a foráže
- březen 2025, Karel Koutský – Reminiscence
- duben 2025, David Pohlreich – Kosovo 1998/1999
- květen - Jaromír František Palme – "Fumas" – Obrazy a kresby
- červen 2025, Jakub Severa – "O přírodě, zvířatech a lidech"
- srpen 2025, Vojtěch Malina – Fotografie

## Vydavatelství
- 1995 – Karel Koutský – Kotva na Starém pražském dvoře – soubor fotografií
- 1995 – Karel Koutský – Vydavatelství Rubato – soubor 11 druhů pohlednic
- 1996 – Karel Koutský – Z pražských dvorků a zahrad – soubor pohlednic
- 2006 – Karel Koutský – „Cesta“ – portfolio
- 2007 – Karel Koutský –„Zastavení v zamyšlení“ – portfolio
- 2008 – Jan Svoboda – „Fotografie“ – portfolio
- 2009 – René Hrala – „Světlo vědomí“ – portfolio
- 2009 – Karel Koutský – Kalendář 2010 – Len+k architekti
- 2010 – Karel Koutský – Kalendář 2011 – Len+k architekti
- 2010 – Petr Helbich – „Fotografie“ – portfolio s vloženou bromostříbrnou fotografií
- 2010 – Karel Koutský – „Světlo kreslí“ – portfolio
- 2011 – Herbert Thiel – „Fotografie z Beskyd a Jeseníků“
- 2011 – Petr Helbich – „Fotografie z Beskyd“ – kalendář 2012
- 2011 – Karel Koutský – Kalendář 2012 – Len+k architekti
- 2011 – Jan Svoboda – „Fotografie“ – 10 pozdějších zvětšenin z orig. negativu v kazetě – limitovaná edice
- 2012 – Karel Koutský – „Fotografie“ – portfolio (16 fotografií)
- 2012 – Petr Helbich – „Fotografie“ – formát A5 / 24 tištěných fotografií s podpisem Petra Helbicha/
- 2012 – Karel Koutský – „Hrubý Jeseník“ – formát A5 / 24 tištěných fotografií s předmluvou Petra Helbicha/
- 2012 – Karel Koutský – Kalendář 2013 – Len+k architekti
- 2013 – Petr Helbich – „Sudkův asistent“ – katalog k výstavě v Roudnici nad Labem
- 2013 – Petr Helbich – 2 katalogy s originální fotografií v kazetě – limitovaná edice
- 2013 – Karel Koutský – „Světlo kreslí“ monografie, s předmluvou Petra Helbicha
- 2013 – Petr Helbich – Výběr z fotografických alb – s vloženou fotografií
- 2014 – Karel Koutský – Kalendář 2015 – Len+k architekti
- 2014 – Jaroslav Rössler – „Avantgardní fotograf“ – katalog k výstavě v Topičově galerii
- 2014 – Josef Sudek – „Z Beskyd“ – katalog k výstavě pořádané v Kopřivnici (září 2014)
- 2014 – Petr Helbich – „Bulovka“ – katalog k výstavě
- 2014 – Karel Koutský – Kalendář 2015 – Len+k architekti
- 2014 – Jaromír Funke, zvětšování 12 fotografií do portfolia – vydal Vladimír Birgus
- 2015 – portfolio Eva Fuková – 12 originálních fotografií – společně s Leica Gallery
- 2015 – Kalendář 2016 – Len+k architekti
- 2015 – „Jizva na papírové tváři“ – společně ze St. Vávrou
- 2016 – Jiří Bartoš – „Fotografie“ – monografie – Limitovaná edice – společně s Gabrielou Kumar Sharma
- 2016 – Viktor Krejčí – „Lesk světa“ – monografie – společně s Gabrielou Kumar Sharma
- 2016 – Stanislav Vávra – „Písen listu“
- 2016 – Stanislav Vávra – „Kapitoly o utopeném jablku“
- 2016 – Karel Koutský – Kalendář 2017 – Len+k architekti
- 2016 – Portfolio z 16 bromostříbrnými fotografiemi – limitovaná edice
- 2016 – „Skryté rytmy země“ – společně s Jiřím Olšovským a Zdenkou Hozákovou
- 2017 – Josef Sudek – „Pokus o nástin čtvrtého rozměru fotografie“, česká verze, limitovaná edice
- 2017 – Jan Mlčoch – „Levitation“ – společně s Gabrielou Kumar Sharma
- 2017 – Jan Souček – „Z mého života“
- 2017 – Karel Koutský – Kalendář 2018 – Len+k architekti
- 2018 – Petr Hojda - Josef Sudek - fotograf výtvarník, ve fotografiích Petra Hojdy – společně s Gabrielou Kumar Sharma
- 2018 – Alfred Stieglitz – „Město za řekou“ – společně s Gabrielou Kumar Sharma
- 2018 – Josef Sudek – „Pokus o nástin čtvrtého rozměru fotografie“ – anglická verze, limitovaná edice – společně s Gabrielou Kumar Sharma
- 2018 – Karel Kolínský, obrazy a kresby
- 2018 – Karel Koutský – Kalendář 2019 – Len+k architekti
- 2019 –  Karel Kolínský – Paintings and Drawings – společně s Gabrielou Kumar Sharma
- 2019 – Petr Helbich – Fotografická monografie, k 90. výročí narození autora
- 2019 – Karel Koutský – Kalendář 2020 – Len+k architekti
- 2020 – Petr Helbich – „Ten kdo se minul svým povoláním“, k 90. výročí narození autora, společně s Petrem Cetkovským
- 2020 – Mizející Praha – Jan Reich, Pavel Vrba
- 2020 – Nový a starý New York – společně s Gabrielou Kumar Sharmou
- 2021 – René Hrala – Cítění duše – společně s Gabrielou Kumar Sharma
- 2021 – Alfred Stieglitz – New York – portfolio s 12 bromostříbrnými fotografiemi
- 2021 – Růže k snidani – Petr Koudelka a Gabriela Kumar Sharma
- 2021 – Kalendář 2022 – Josef Sudek – Josef Chroust
- 2021 – Petr Cetkovský – Fotografie– společně s Gabrielou Kumar Sharma
- 2021 – Karel Koutský – Kalendář 2022 – Len+k architekti
- 2021 – René Hrala – Éter– společně s Gabrielou Kumar Sharma
- 2022 – Petr Tausk – Portréty – katalog k výstavě, společně s Vladimírem Birgusem a Janem Mlčochem /UPM/
- 2022 – Petr Helbich – Fotografie – společně s Gabrielou Kumar Sharma
- 2022 – František Dostál – Fotografie – společně s Gabrielou Kumar Sharma
- 2022 – Tomáš Straka – Fotografie – společně s Gabrielou Kumar Sharma
- 2022 – Karel Koutský – Fotografie – společně s Gabrielou Kumar Sharma
- 2022 – Petr Cetkovský – Z Amerických měst – společně s Gabrielou Kumar Sharma
- 2022 – Simona Jurášková – Různými směry – společně s Gabrielou Kumar Sharma
- 2022 – Karel Koutský – Kalendář 2023 – Len+k architekti
- 2023 – Petr Koudelka – Vzpomínky na stvoření
- 2023 – Trevor Sage – Kameny zmizelých /Zapomínání navzdory/ – společně s Gabrielou Kumar Sharma
- 2023 – Fotoalbum – Richard Kliment
- 2023 – Alena Vykulilová – Svět v Bílém – společně s Gabrielou Kumar Sharma
- 2023 – Jaromír Krosch – Entdeckt – Obrazy 2008 – 2023 /editor a grafická úprava Michal Köpping/
- 2023 – Jan Reich – Fotografie /s předmluvou Bohumila Hrabala a Jany Reichové/ – společně s Gabrielou Kumar Sharma
- 2023 – Vojtěch Kovařík – Barva v černobílé fotografii
- 2023 – Fotoalbum – Richard Kliment  /E - kniha/
- 2023 –  Martina Šimková – Dámská navštěva – společně s Gabrielou Kumar Sharma
- 2023 – Dobroše očima tří fotografů /Petr Helbich, Petr Cetkovský, Karel Koutský/ – společně s Gabrielou Kumar Sharma
- 2023 – Karel Koutský – Kalendář 2024 – Len+k architekti
- 2024 – Pavel Kopp – Fotografie – společně s Gabrielou Kumar Sharma
- 2024 – Petr Brukner – Fotografie – společně s Gabrielou Kumar Sharma
- 2024 – Jaroslav Kavka – Obrazy  – katalog k výstavě /společně s Petrem Cetkovským, Radimem Prokopem a Gabrielou Kumar Sharma/
- 2024 – Bedřich Kocek – Fotografie – společně s Blankou Chocholovou, Markem Chocholou a Gabrielou Kumar Sharma/
- 2024 – Petr Hojda – Fotografie pro film "Dobré světlo" – společně s Gabrielou Kumar Sharma
- 2024 – Štefan Filep – "Smutek na útěku" – katalog k výstavě společně s Petrem Cetkovským, Radimem Prokopem a Gabrielou Kumar Sharma
- 2024 – Petr Helbich – "Fotografie" – katalog k výstavě společně s Bohuslavem Šírem, Radimem Prokopem a Gabrielou Kumar Sharma
- 2024 – Růžena Čermáková – "Obrazy"
- 2024 – Karel Koutský – Kalendář 2025 – Len+k architekti
- 2024 – David Pohlreich – "Kosovo"– společně s Gabrielou Kumar Sharma
- 2025 – Zdeněk Štastný – "Fotografie"– společně s Gabrielou Kumar Sharma
- 2025 – Odkaz Josefa Sudka – společně s Gabrielou Kumar Sharma
- 2025 – Karel Koutský – "Reminiscence" – společně s Gabrielou Kumar Sharma
- 2025 – Trevor Sage – Kameny zmizelých /Zapomínání navzdory II díl/ – společně s Gabrielou Kumar Sharma

## Spolupráce
- Od roku 1995 – spolupráce s architektonickým ateliérem Len+k architekti
- Od roku 1998 – spolupráce s Markem Zoulem – Fotoservis 24x36
- Od roku 2008 spolupráce s MUDr. Petrem Helbichem
- Od roku 2012 – spolupráce s Janou Reichovou – Galerie Nový Svět
- 2012 – spolupráce na výstavě Jana Reicha na Pražském Hradě – restaurování a =příprava fotografií na adjustaci
- Od roku 2012 spolupráce s Galerií Betlémská kaple
- Od roku 2013 spolupráce se Stanislavem Doležalem – nakladatelství Svět
- 2014 – Zhotovení pozdějších zvětšenin na výstavu Jaroslava Rösslera – Topičův salon
- od roku 2014 spolupráce s fotografkou Evou Fukovou
- 2014 – Spolupráce na výstavě – Galerie u Betlémské kaple, Petr Helbich – Bulovka
- od roku 2016 – Spolupráce na knihách – Gabriela Kumar Sharma
- 2016 – Spolupráce na výstavě – Jiří Bartoš – Středočeské muzeum v Liberci – společně s Romanem Machkem
- 2016 – Spolupráce na výstavě Petra Helbicha v „Malé galerii“ České spořitelny v Kladně – společně s Jiřím Hankem– „Bulovka – Praha – Beskydy“

## Zastoupení ve sbírkách
- Soukromé sbírky – Česká republika, Maďarsko – Budapešť, USA – Kalifornie, New York
- Metropolitní muzeu v New Yorku – Alfred Stieglitz – "The City Across the River" – 2019
- Metropolitní muzeu v New Yorku – New and Old New York – 2022

## Ocenění
- 2017 – Jiří Bartoš – "Fotografie" – fotografická publikace roku 2016 /APF/
- 2019 – Josef Sudek – "Fotograf výtvarník, ve fotografiích Petra Hojdy" – ocenění – Památník národního písemnictví – 2018 /publikace roku za nejlépe digitálně vytištěnou knihu - Ateliér Avart  /Bohuslav Šír/
- 2020 – Nominace –  Osobnost české fotografie 2019 v rámci  publikace roku 2023  /APF/
- 2021 – Nominace –  Publikace roku 2020 – Petr Helbich – „Příběh toho, kdo se minul povoláním“ v rámci  publikace roku 2023  /APF
- 2024 – Nominace – v rámci  publikace roku 2023  /APF/, Nakladatelství Fotorenesance

## Vyznamenání
2022 – Obdržel od ministryně obrany Jany Černochové vyznamenání účastníka odboje a odporu proti komunismu

## Galerie

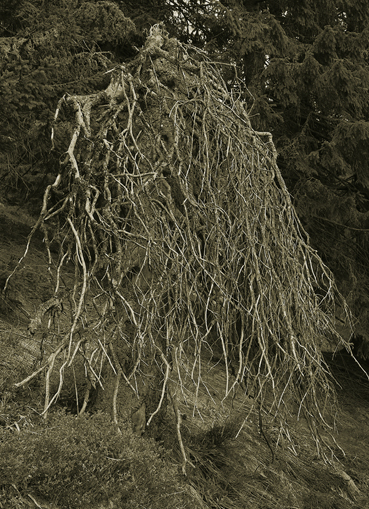
Krajiny – Jeseníky, 2012
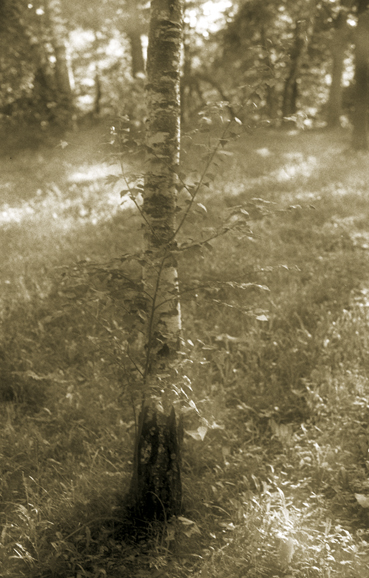
Krajiny – Kraj K. H. Máchy, 2011
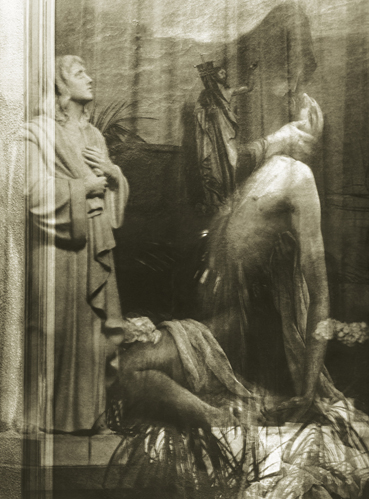
Z kostelů – Na Smíchově, 2010
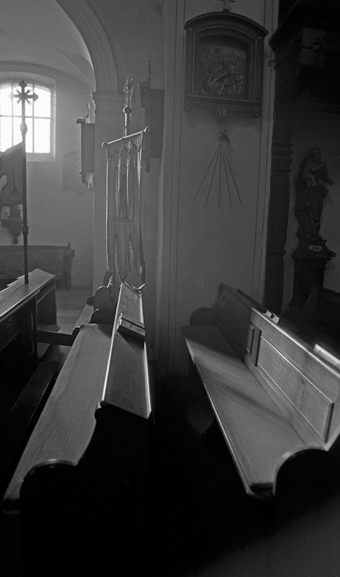
Z kostelů – Starý Plzenec, 2001
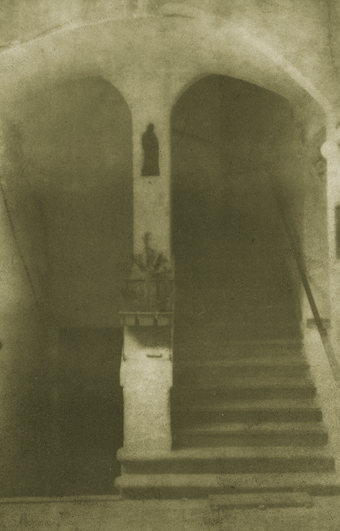
Z pražských dvorků, 1991
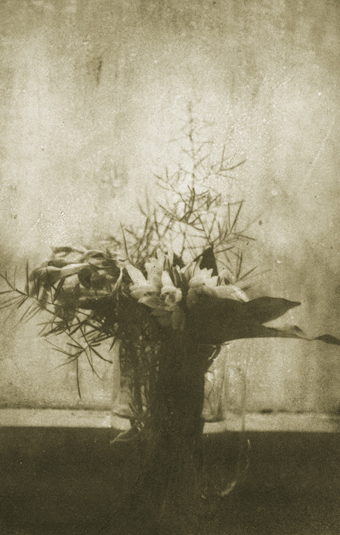
Kytička na mém okně, 1987
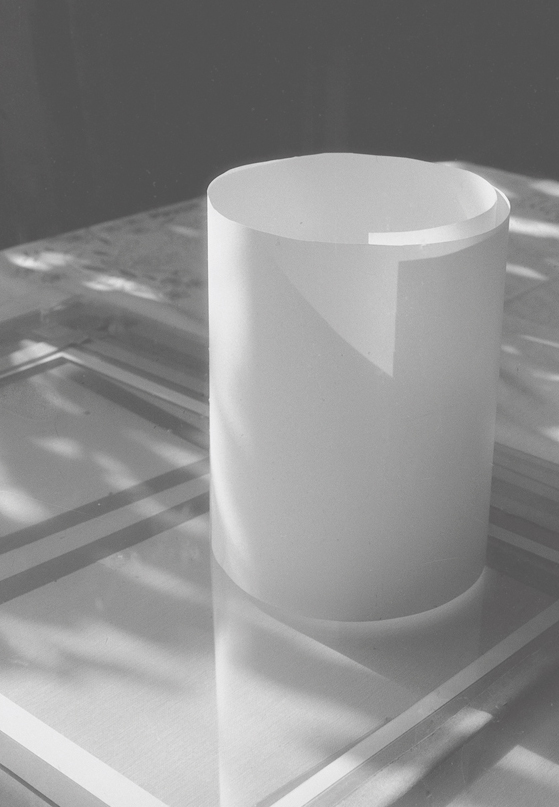
Zátiší na mém stole, 2006
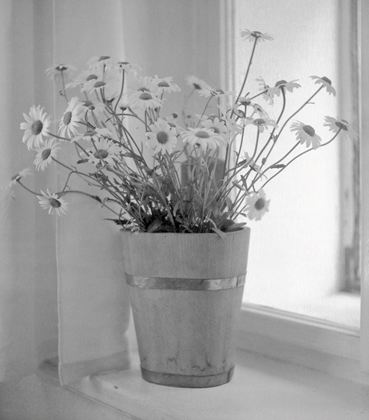
Zátiší – Na okně, 2012
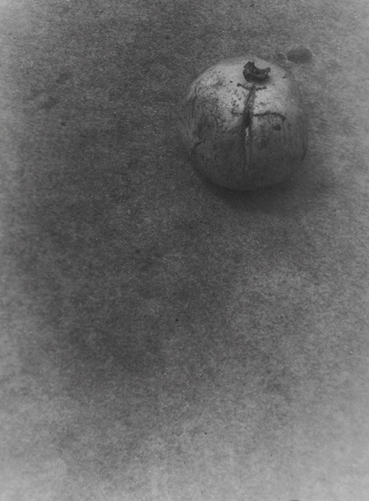
Zátiší – Granátové jablíčko, 1992
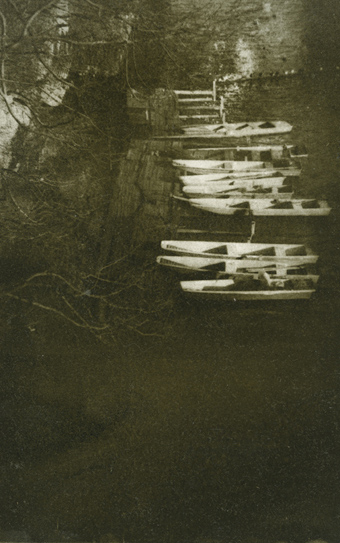
Lodičky na Vltavě, bromolejotisk
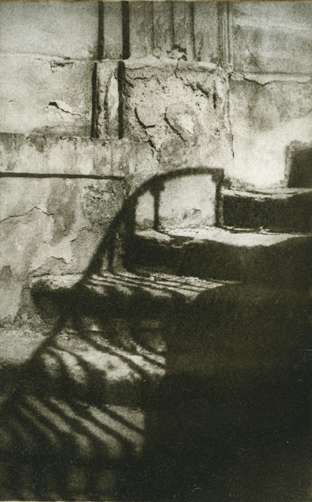
Na Kampě, bromolejotisk
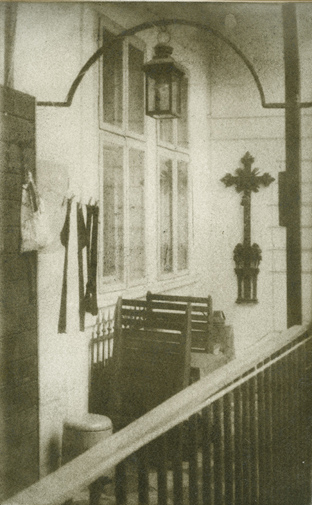
Nerudova ulice, bromolejotisk
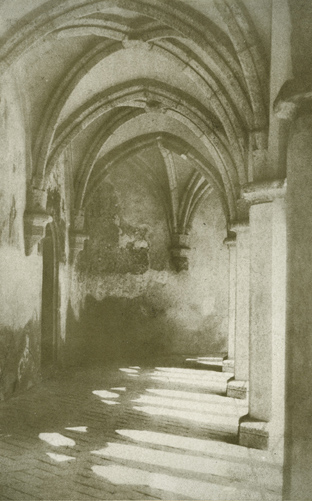
Z Jižních Čech, bromolejotisk
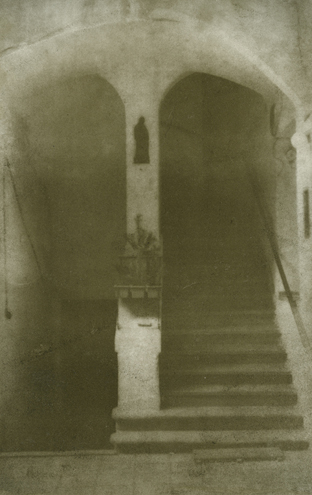
Na Tržišti, bromolejotisk
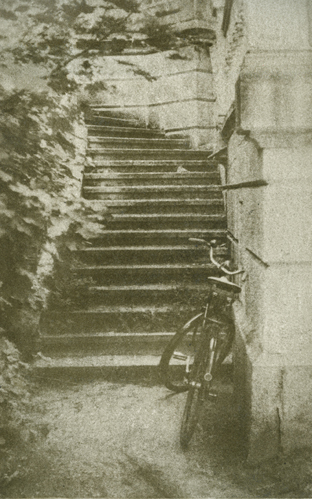
Z Jižních Čech, bromolejotisk
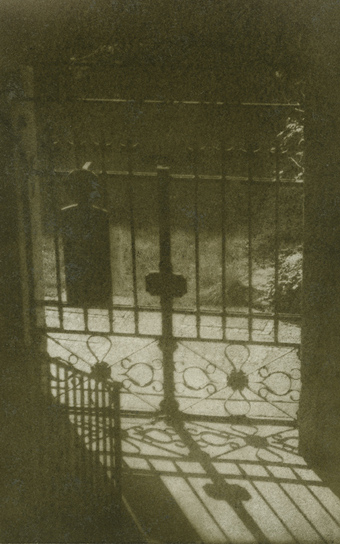
Vlašská ulice, bromolejotisk
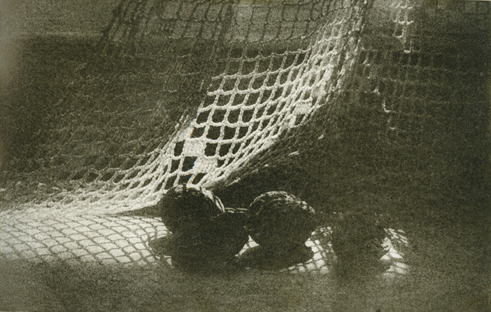
Na okně, bromolejotisk